# ビリー・ザ・キッド
ビリー・ザ・キッド（英語: Billy the Kid）、本名ヘンリー・マッカーティ（Henry McCarty、1859年11月23日？- 1881年7月14日）は、アメリカ合衆国・西部開拓時代のアウトロー、強盗。
21歳で射殺されて生涯を終えるまでに、8人もしくは9人を殺した。後世に弱きを助け強きをくじく義賊として創作で伝説的に描かれたことで、西部劇の英雄として人気がある。

## 生涯

### 生い立ち
ニューヨークに生まれ西部のニューメキシコ州で育ったと言われる。生年月日には、パット・ギャレット著『ビリー・ザ・キッド、真実の生涯』に記された1859年11月23日説のほかに、9月17日説と11月20日説がある。出生地についてもニューヨークのほかにオハイオ州、イリノイ州、カンザス州、インディアナ州、ニューメキシコ州、ミズーリ州など諸説ある。家族は母のキャサリーンとジョセフという兄（腹違いの弟という説もある）が1人いた。父親は研究者の間でも諸説あり、よく分かっていない。
出生名はヘンリー・マッカーティ（Henry McCarty）で、母の再婚によってヘンリー・アントリム（Henry Antrim）に変わった。州知事のルー・ウォーレス（『ベン・ハー』の作者）に恩赦を求めた手紙の中では、「牧場では自分は『キッド・アントリム（Kid Antrim）』と呼ばれており、アントリムというのは義父の姓である」と述べていて、雇い主のジョン・タンストールが故郷に残した手紙の中にもその名前が散見される。
アウトローとなり放浪中にも様々な偽名を名乗ったようであるが、最終的にはウィリアム・H・ボニー（William H. Bonney）と名乗るようになり、下記の墓石にも刻まれて後代広く知られるようになり、数々のビリーを描いたフィクションの中でも本名であると扱われた。

### アウトロー時代
実際に家を出たのは母が死んだ15歳の時、最初の殺人を犯したのは17歳の時である。
死ぬまでに21人を殺害した（メキシコ人やインディアンは含まない）とする説もある（墓碑銘に記されている）。
アリゾナやテキサス、さらにメキシコ国境で牛泥棒、強盗や殺人を重ねた。
リンカーン郡でイギリス移民ジョン・タンストールの売店の用心棒となったが、商売敵との縄張り争いが拡大し、リンカーン郡戦争と呼ばれる騒動に発展、過失で4人を射殺し、1880年12月に友人でもあった保安官、パット・ギャレットによって仲間とともに逮捕されたが、1881年4月18日に刑務所を脱走した。この事件が『ニューヨーク・タイムズ』で報じられ、彼の名前が知れ渡るようになった。

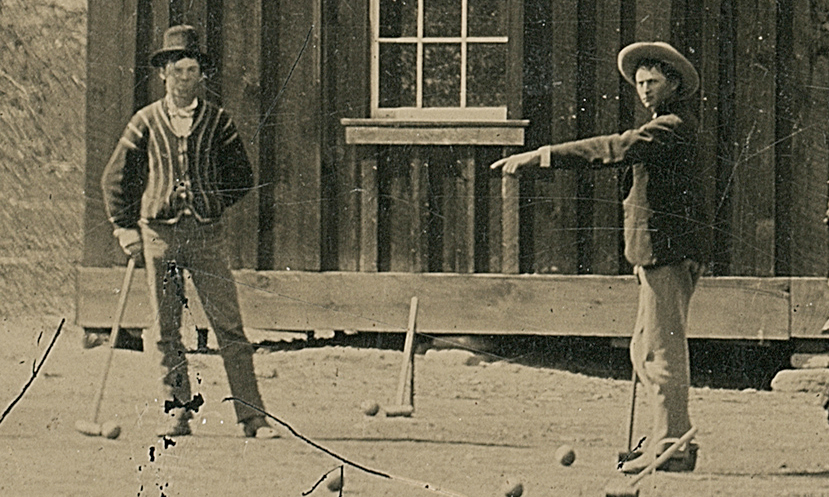
2015年に発見された、クロッケーで遊ぶビリー・ザ・キッド（左）の写真（1878年）

### 射殺
1881年7月14日、ニューメキシコ州フォートサムナーでギャレットに射殺された。当時ビリーは丸腰で、寝室から食べ物を取りに部屋を出たところを闇討ちされたと言われている。寸前に発した最期の言葉はスペイン語の「誰だ？（¿Quién es?）」とされている。だが死の状況に不自然な点も多く、後に自分こそがビリー・ザ・キッドだったと名乗り出た人物などもおり、生存説も根強く残っている。
1882年にギャレットが出版した『ビリー・ザ・キッド、真実の生涯』によれば、ビリーは丸腰ではなかったとされる。また1906年、ギャレットは『無法者の物語』の著者エマソン・ハウにビリーの死の状況について語っている。その話によれば、ギャレットはビリーが銃を構えたので正当防衛のために射殺したと主張している。

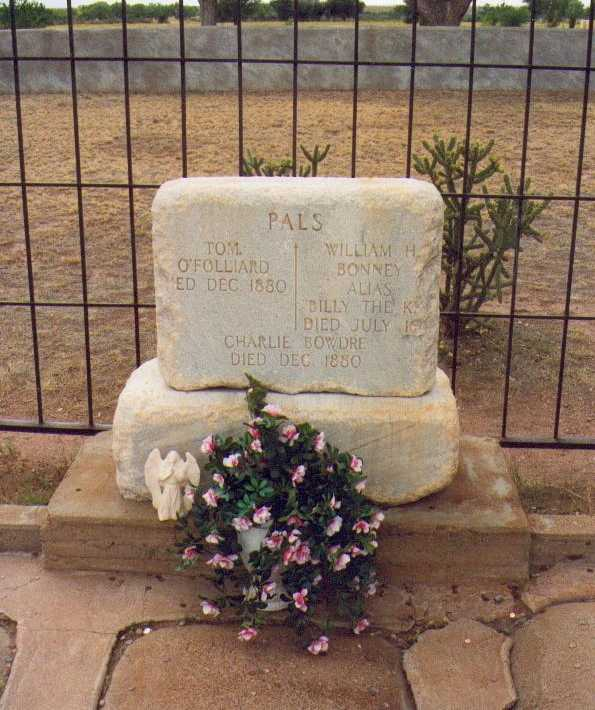
ビリーの墓

ビリーの墓石は度々洪水で押し流されたり、盗難に遭ったりの災禍を経た後、現在の元の墓所と思われる場所に安置し直された。しかし、その後も彼の人気故に記念品として削られたりして持ち帰られてしまうため、現在は檻に囲われている。
墓石の前に設置された石碑には、このような墓碑銘が刻まれている。

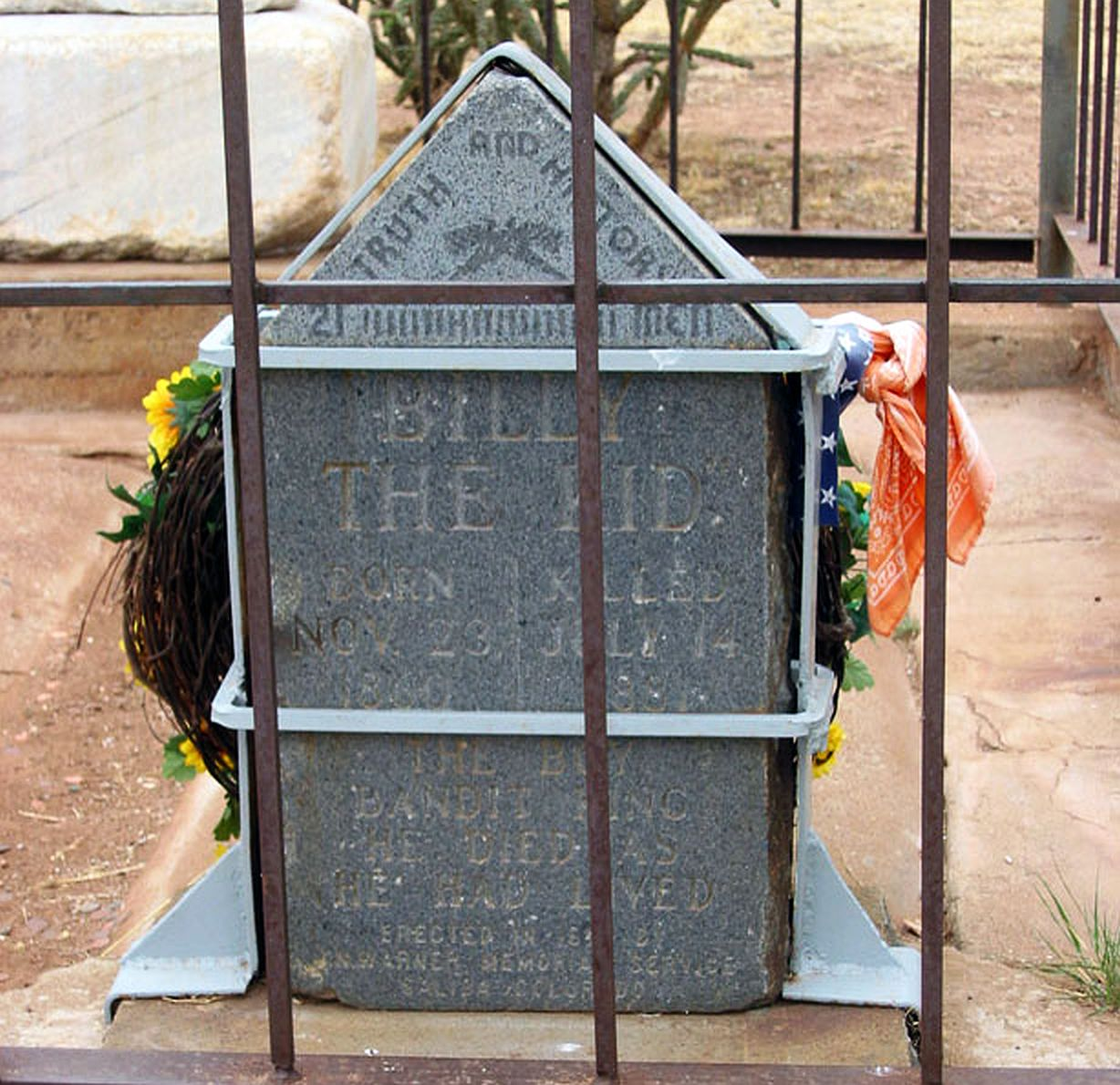
墓碑銘

## 死後
ビリーの生前、当時のニューメキシコ州知事ルー・ウォーレスが恩赦を与えようとしたという説があり、これを根拠に2010年には正式な恩赦の請願が行われた。しかし、12月31日にビル・リチャードソン知事は前任者の決定を覆す証拠がないとして認めなかった。なお、リチャードソン自身はビリーのファンであり、個人的にはこの説を信じていると言う。
2011年6月25日、ティンタイプ（湿板写真）という方法で撮影された、ビリーの肖像写真がコロラド州デンバーで競売にかけられ、230万ドル（約1億8500万円）で落札された。
2015年10月、カリフォルニア州の会社が2010年に骨董品店で見つけたとされる写真を売り出した。分析の結果、写っている場所はビリーが仕えていたタンストールの牧場で、ビリーのアウトロー仲間のトム・オフォラードとチャーリー・ボウダー（彼らはビリーと同じ場所に葬られ、墓石にもビリーと並んで名前が刻まれている）も一緒に写っているという。
2021年8月27日、ビリーが射殺された際に使用された拳銃が、銃器の落札価格としては史上最高額となる603万ドル(約6億6000万)で落札された。

## 人物

### 射撃の腕
広く知られている、伝統的なビリー・ザ・キッドは21人を殺し、21歳で殺された左利きの伝説的な早撃ち少年ガンマンというものである。
人気のある人物だけに、鏡で銃を抜く敵を見て振り返らずに撃ち倒した、などの虚実入り混じった銃の腕前を示すエピソードは多い。
実際、射撃と騎乗に関しては天賦のものがあったようで、馬を疾駆させながら杭に止まった鳥を次々に撃ち落としたり、空中に投げ上げた空き缶が地上に落ちる前に6発、弾倉が空になるまで撃ち当てることができた、また、様々な体勢から銃を撃てるように訓練していたといった技術を賞賛する同僚のカウボーイの証言や世話になった家族の前で見事なロデオの腕前を見せた証言が残されている。
多くの目撃者がいた一例を挙げると、ビリーがサムナー砦に潜伏していた時、ビリーがいたサロンに流れ者のカウボーイのジョー・グランドがやって来た。ジョーは喧嘩っぱやく自慢の真珠のグリップの拳銃を抜きたがる危険な男だったが、ビリーはまず持ち味の人当たりの良さを発揮してジョーに拳銃を見せてくれるように頼み、残弾を確かめて初弾が空のシリンダーに当るように回しておいた（または弾を抜き取ってしまっていたとも）。やがて口論になり、ビリーがサロンの入口に向かうとジョーはビリーの背に向けて引き金を引いた。撃鉄が空のシリンダーを叩く音を聞くと、ビリーは凄まじい速さで振り返りながら抜き撃ちをし、ジョーの眉間を3発撃ち抜いた。何事もなかったかのように鼻歌を歌いながら去っていくビリーの後に残された死体を確かめると、ほぼ同じ場所を撃ち抜いた弾痕はコイン1枚分ほどの大きさしかなかったという。

### その他の特徴
左利きであったという伝説も有名である。残された写真では左に拳銃を差していたことにより、後に映画などでその伝説が定着した。これは、実際には写真が裏焼きで裏返しになっていただけだという説、ビリーは小柄だったので女物の服を着ていたため、写真は裏焼きではなく、右前のボタンの位置から見て左利きであっているという説があり、議論は続いている。
目は青く、史伝などによれば身長は5フィート8インチないし9インチはあったとされる（西部劇のヒーロー的にあまり背が低いとまずかったのかもしれない）が、残された写真のウィンチェスターライフルとの比較などの研究者の分析の結果、身長は5フィート3インチ (160cm) 足らずの華奢（きゃしゃ）な体つきで、キッドのあだ名通り小柄で非常な優男だったようである。
よく知られた彼の特徴として、修羅場の最中でも常に上機嫌な笑顔を浮かべて哄笑（こうしょう）を発しながら人を殺したという。ビリーを射殺したパット・ギャレットの本によれば、新聞ではビリーは反っ歯と言われているが、前歯がリスのように大きくて歯列全体が前に出ているので、意識しないと、笑うつもりがないのに笑ったように見える地顔であったという。また、手と足がとても小さかったとも述べられ、この2つの特徴も残された写真から読み取れる。
ビリーが世話になったポーリータ・マックスウェルの証言などによれば、身なりにとても気を使う伊達者（だてしゃ）で、ファンダンゴの名手であったとされる。
その時代のアメリカ西部の無法者としては口が達者で、異様に親しみやすい態度の持ち主であったという。
州知事に恩赦を求めて送った自筆の手紙などが現存するが、一般的な粗雑で無法者のイメージとは違って達筆であり、母親からだと推察されるが良質な教育を受けたことがうかがえ、文体からも一般的な教養を備えていたことが見て取れる。
バーでピアノを弾いていたなどの証言が多く残り、楽器も達者に演奏できた。
死の直前に咄嗟（とっさ）に発した言葉がスペイン語だったとの証言が残るようにスペイン語を流暢に操り、ビリー自身もメキシコ人たちの間にいるほうが居心地が良かったようである。メキシコ人たちの間ではビリートと呼ばれ、メキシコでもビリーを主人公としたダイムノヴェルが多数流通した。

## ビリー・ザ・キッドをテーマとした作品
ビリー・ザ・キッドは西部開拓時代でもとくに知られたアウトローの1人で、ワイアット・アープ、ジェシー・ジェイムズなどとならんで盛んに西部劇の題材となり、1つの時代を象徴するアイコンとして、アメリカでは現代でも非常に人気の高い人物である。
彼の激しく、短い生涯は作家たちに主題を与え、まずはダイムノヴェルと呼ばれる三文小説が、そして劇が、時代が下ると映画がビリーの生涯をさまざまな伝説で彩ることとなる。

### 映画
- ビリー・ザ・キッド (Billy the Kid (1930 film), 1930年, 監督：キング・ヴィダー, 主演：ジョニー・マック・ブラウン)
- 最後の無法者 (Billy the Kid (1941 film), 1941年, 監督：デイヴィッド・ミラー, 主演：ロバート・テイラー)
- ならず者 (The Outlaw, 1943年, 監督：ハワード・ヒューズ, 主演：ジャック・ビューテル)
- 左きゝの拳銃 (The Left Handed Gun, 1958年, 監督：アーサー・ペン, 主演：ポール・ニューマン)
- ビリー・ザ・キッド対ドラキュラ (Billy The Kid VS. Dracula, 1965年, 監督：ウィリアム・ボーダイン, 主演：チャック・コートニー)
- ビリー・ザ・キッド/21才の生涯 (Pat Garrett and Billy the Kid, 1973年, 監督：サム・ペキンパー, 主演：クリス・クリストファーソン)
- ビリィ・ザ・キッドの新しい夜明け (1986年, 監督：山川直人, 主演：三上博史)
- ヤングガン (Young Guns, 1988年, 監督：クリストファー・ケイン, 主演：エミリオ・エステベス)
- ビルとテッドの大冒険 (Bill And Ted's Excellent Adventure, 1988年, 監督：スティーヴン・ヘレク, 主演：ダン・ショアー)
- ヤングガン2 (Young Guns II, 1990年, 監督：ジェフ・マーフィー, 主演：エミリオ・エステベス)
- スリー・ジャスティス 孤高のアウトロー (The Kid, 2019年, 監督：ヴィンセント・ドノフリオ, 演：デイン・デハーン)

### テレビドラマ
- ヤングライダーズ (The Young Riders, 1989年, 主演：タイ・ミラー（英語版）)

### テレビ映画
- ビリー・ザ・キッド (Billy the Kid, 1989年, 監督：ウィリアム・A・グレアム, 主演：ヴァル・キルマー)

### 歌・音楽
- Billy the Kid（1938年、バレエ、アーロン・コープランド作曲）
- Billy The Kid（1971年、トラディショナル、ライ・クーダー編曲）
- ビリー・ザ・キッド（ボブ・ディランのアルバム）
- Billy the Kid（クリス・ルドゥ（英語版））
- The Ballad of Billy The Kid（ビリー・ジョエル）
- ブレイズ・オブ・グローリー（ジョン・ボン・ジョヴィのアルバム）
- さよならビリー・ザ・キッド（真島昌利）
- Billy The Kid（ランニング・ワイルド）
- ビリー（2008年、Quesera spunky roars）

### 小説
- 『The Collected Works of Billy the Kid』（邦題『ビリー・ザ・キッド全仕事』） - マイケル・オンダーチェ（1974年）
- 『友よ、また逢おう - ビリー・ザ・キッドの伝説』 - 片岡義男（1974年）
- 『The Ancient Child』 - N・スコット・モマデイ（英語版）（1987年）

### 伝記
- 『ビリー・ザ・キッド、真実の生涯』 - 西川秀和（2018年、パット・ギャレット著『AUTHENTIC LIFE OF BILLY THE KID』の全訳）

### 漫画
- ウルフガン - 村枝賢一による、ビリー・ザ・キッドをテーマにした読みきり漫画作品。『村枝賢一短編集 1 ウルフガン』に収録。
- ビリー・ザ・キッド 21枚のALBUM - 六田登による、ビリー・ザ・キッドをテーマに長編コミック。全3巻刊行（Bbmf マガジン刊）。
- 鋼-HAGANE- - 神崎将臣によるアクション作。主役ではないが、メインキャラクターの一人、ステファン・木村・ベネットがビリー・ザ・キッドの遺伝子を持つ寄生者（キャリアー）。
- 憂国のモリアーティ - 三好輝が作画を担当したクライム・サスペンスコミック。こちらも主役ではないが、アメリカの司法省の人間として登場。
- 荒野の少年イサム - アニメ化もされ人気を博した少年ジャンプ掲載漫画。主人公のイサムと決闘をする。劇中では21歳で命を絶ったと紹介されている。